# Томаш Іванський
Томаш Іванський (пол. Tomasz Iwański; нар. 5 грудня 1968) — колишній польський тенісист.
Найвищу одиночну позицію світового рейтингу — 568 місце досяг 2 листопада 1992, парну — 317 місце — 1 березня 1993 року.

## Титули на челленджерах

### Парний розряд: (1)
| Ранг | Рік  | Турнір          | Покриття | Партнер    | Суперники                     | Рахунок       |
| ---- | ---- | --------------- | -------- | ---------- | ----------------------------- | ------------- |
| 1.   | 1992 | Познань, Польща | Ґрунт    | Дік Норман | Серхіо Кортес Вісенте Сольвес | 4–6, 6–3, 6–2 |